# Hypnella pallescens
Hypnella pallescens là một loài Rêu trong họ Sematophyllaceae. Loài này được (Hook.) A. Jaeger mô tả khoa học đầu tiên năm 1877.